# Distrito de Dhenkanal
Dhenkanal (en oriya: ଢେଙ୍କାନାଳ ଜିଲା) es un distrito de la India en el estado de Orissa. Código ISO: IN.OR.DE.
Comprende una superficie de 4597 km².
El centro administrativo es la ciudad de Dhenkanal.

## Demografía
Según censo 2011 contaba con una población total de 1192948 habitantes, de los cuales 580 351 eran mujeres y 612 597 varones.